# Толстая, Сарра Фёдоровна
Графиня Са́рра Фёдоровна Толста́я  (20 августа 1820 — 24 апреля 1838) — русская поэтесса, автор юношеских стихов и прозы на английском, итальянском, французском и немецком языках.

## Биография
Родилась в семье графа Фёдора Ивановича Толстого («Американца») и Евдокии Михайловны, урожд. Тугаевой, бывшей цыганской плясуньи. Была пятым ребёнком в семье, родители очень боялись за её здоровье, так как рождавшиеся у них дети умирали в младенчестве. Здоровье её было крайне слабо и вскоре появились первые признаки истерии.
Получив прекрасное воспитание, графиня Сарра уже в шесть лет свободно говорила и писала по-французски и по-немецки, а в 9 лет полностью изучила английский язык. Русский язык она знала плохо и только за год до смерти принялась за его изучение по сочинениям Жуковского. Из немецких поэтов она изучала: Шиллера, Гёте, Гердера, Шлегеля, Новалиса, Уланда, Тика, Гельти, Фосса, Кернера, песни миннезингеров. Из английских — Байрона, Мура и др. С девяти лет прекрасно играла на фортепиано, занималась живописью, любила верховую езду, плавание, с 12 лет зачитывалась сочинениями Вальтера Скотта.
В 1836 году у Сарры начались периодические приступы психического расстройства, которые заставили родителей искать помощи гомеопатов. В том же году родители отвезли Сарру в Дрезден, где она с особенным усердием посещала галерею живописи, которую очень любила. В начале весны 1837 года она переехала в Теплиц, откуда в середине переехала в Царское Село, а затем в Петербург, где начала брать уроки русского языка у профессора Бутырского. Но чахотка, развивавшаяся в ней постепенно, несмотря на все усилия известного доктора Мандта, свела её в могилу.
Скончалась от разлития желчи в Санкт-Петербурге на 18-м году жизни. Похоронена на Ваганьковском кладбище (13 уч.). Белинский назвал её «одной из самых странных, самых оригинальных, самых поэтических и по натуре, и по судьбе, и по таланту, и по духу личностей; это прекрасное явление промелькнуло без следа и памяти».

## Творчество
Писать она стала в 14 лет. Некоторые её произведения — «Бедная мать», «Песнь матери», «Любовь и музыка», «Чувство, которому нет имени», «Порыв души», «О горе», «Фиалка», «Сирота», «К луне», «Погибшее счастье», «Уныние», «Могила», «К вечерней звезде», «Пламенное желание сочувствия». По отзыву Белинского, «все эти стихотворения проникнуты одним чувством, одною думою, и то чувство — меланхолия, та дума — мысль о близком конце, о тихом покое могилы, украшенной весенними цветами».
В 1830-е годы Сарра опубликовала на английском языке стихотворение «Вечерний звон». В 1839 году, вскоре после её смерти, обратный русский перевод этого стихотворения был сделан М. Н. Лихониным:

«Вечерний звон! О, как много говорят эти звуки для чувствующего сердца о днях давно прошедших, о минувшей радости, о каждой слезе, о каждом вздохе, обо всем, что дорого нашему сердцу: как красноречив этот вечерний звон!».
Никаких указаний ни на Мура, ни на Козлова при этой публикации не содержалось. Английское стихотворение Толстой, видимо, не сохранилось. Исследователи, тем не менее, пишут: «в биографическом очерке, которым открывалось то же издание 1839 г., Томас Мур был назван в числе английских поэтов, питавших „поэтическую, пламенную душу, восторженную фантазию“ С. Ф. Толстой, из чего можно сделать предположение о непосредственном влиянии на русскую писательницу Мура». Большей частью она писала на английском языке, меньше на немецком, кроме стихотворений она написала две повести на немецком и отрывок романа на английском языке.
Её сочинения в переводе на русский язык М. Н. Лихонина (прозой), были изданы в 1839 году в Москве в небольшом количестве экземпляров, предназначенных для родных и друзей графа Толстого. Издание под заглавием «Сочинения в стихах и прозе гр. С. Ф. Толстой» состояло из двух частей: в первой части размещена её биография, предисловие переводчика и всё законченные пьесы, а во второй — различные отрывки и черновые наброски, даже самые незначительные.